# Dosyłanie
Dosyłanie – końcowa operacja procesu zasilania broni.
Polega na wzdłużnym przesunięciu i wprowadzeniu naboju (który podczas donoszenia i podawania znalazł się na linii dosyłania) do komory nabojowej. Wprowadzenie następuje w wyniku pchnięcia go przez czółko zamka lub przez specjalny popychacz.